# Куплонга
Куплонга́ (рос. Куплонга, марій. Куплоҥго) — присілок у складі Кілемарського району Марій Ел, Росія. Входить до складу Юксарського сільського поселення.

## Населення
Населення — 111 осіб (2010; 126 у 2002).
Національний склад (станом на 2002 рік):
- марі — 91 %